# Station Włocławek-Wschód
Station Włocławek-Wschód is een spoorwegstation in de Poolse plaats Włocławek.